# Jaime do Inso
Jaime Correira do Inso (Nossa Senhora da Graça, Nisa 12 de outubro de 1880 — Lisboa, 7 de outubro de 1967) foi um oficial da Marinha e escritor. 
Ao atingir a maioridade, assentou praça no regimento da Infantaria 22, na capital de distrito e integrou, no ano seguinte, o corpo de alunos da Armada. É promovido a guarda-marinha em 1903 e, três anos depois, a segundo-tenente. Ao longo da sua carreira ascendeu ainda à posição de capitão-tenente e capitão-de-fragata, cargo no qual passou à reserva em 1938. 